# ДРЛ-7СМ
ДРЛ-7СМ — аэродромный обзорный диспетчерский радиолокатор. Массово производившийся и использовавшийся в Советском Союзе. Изначально использовался военной авиацией в составе РСП (радиолокационная система посадки), затем после модернизации стал использоваться в гражданской авиации. Основным отличием ДРЛ-7СМ от предыдущих моделей ДРЛ-7, ДРЛ-7С, ДРЛ-7СК — наличие вторичного канала.

## Тактико-технические характеристики
Предназначен для обнаружения и измерения координат воздушного судна (азимут-дальность), осуществления диспетчерскими пунктами контроля и управления воздушным движением в районе аэродрома. Обычно устанавливался на подвижных платформах (прицеп-кунг, шасси ЗиЛ-157 и т. п.).
Состав:
1. шкаф питания
2. блок модулятора
3. блок передатчика первичного
4. блок передатчика вторичного
5. блок приемника первичного
6. блок приемника вторичного
7. антенна
8. индикатор кругового обзора (ИКО)

Максимальная дальность действия при высоте полета воздушного судна 5000 м:
- при пассивной работе не менее 80 км;
- при активной работе не менее 120 км.

Ширина диаграммы направленности антенны радиолокатора в горизонтальной плоскости 4°. 
Обзор по углу места от 1 до 10°.
Уровень боковых лепестков по отношению к основному лучу (по мощности) 2%.
Мощность передатчика в импульсе не менее 230 кВт.
Частота повторения импульсов:
- в пассивном режиме 550 Гц;
- в режиме СДЦ 1075 и 800 Гц;
- в активном режиме 1100 Гц.

Масштабы дальности индикатора 45, 90 и 150 км. 
В радиолокаторе осуществлена автоматическая подстройка частоты магнетрона со следящим приводом при кварцевой стабилизации гетеродина приемника для обеспечения высокой стабильности при использовании когерентно-импульсного метода.

## Галерея
Изображения ДРЛ-7СМ на внешних сайтах:
https://ertos.ru/media/drl-7sm.620/ Архивная копия от 13 августа 2017 на Wayback Machine
http://ertos.ru/media/drl-7sm.622/#media Архивная копия от 26 мая 2016 на Wayback Machine
http://museum.radioscanner.ru/avionika/aviomuzejs/rsp_7/rsp_7.html

## Современное состояние и использование
На сегодняшний день ДРЛ-7СМ является морально и технически устаревшим локатором. Основные причины - устаревшая элементная база (электровакуумные лампы) и сложность технического обслуживания. В настоящее время не производится. Применяется в основном в военной авиации. В гражданской авиации был заменен на более современные АОРЛ-1АС, PSR STAR2 000.